# 20 Greatest Hits
Albums de The Beatles
Reel Music
(1982) The Early Tapes of the Beatles
(1984)
Albums américains
Reel Music
(1982)
Albums des meilleurs succès des Beatles
The Beatles 1967–1970
(1973) 1
(2000)
20 Greatest Hits est le nom de deux compilations du groupe britannique The Beatles, une anglaise et l'autre américaine, rassemblant des chansons parues en 45 tours qui ont atteint le sommet du palmarès dans les deux pays. Elles sont publiées dans l'une ou l'autre de ces configurations un peu partout dans le monde et des compilations semblables sont publiées dans certains pays.

## Historique
En 1973, on publia les collections The Beatles 1962–1966 et 1967-1970 qui regroupaient cinquante-quatre chansons à succès du groupe britannique. Croyant que ces deux albums doubles ne convenaient pas aux consommateurs qui voudraient se procurer une collection plus restreinte, Capitol Records crée cette compilation qui incorpore, sur un seul 33-tours, les chansons ayant atteint la première place des charts américains. Elle sort le 11 octobre 1982, pour coïncider avec le 20e anniversaire de la parution de leur premier 45 tours britannique, Love Me Do / P.S. I Love You sorti le 5 octobre 1962. 
En Angleterre, un disque double fut envisagé qui contiendrait 26 chansons dont les 25 faces A des singles publiés dans ce pays (incluant les trois 45 tours double face A) en plus de la chanson Come Together. Un pressage de quelques copies est effectué qui reçoit le numéro de catalogue EMI EMTVS 34, mais à la dernière minute, EMI prend la décision de se replier sur l'idée de Capitol Records et de ne compiler sur un 33 tours que les chansons qui ont atteint le sommet des charts. Love Me Do , qui n'a jamais atteint la première place du palmarès local, est incluse car le 45 tours venait d'être réédité pour son 20e anniversaire.
À la suite de la sortie de ces albums, Apple Records reprendra contrôle de la publication des disques des Beatles et on verra une uniformisation dans les nouvelles parutions.

## Parutions
Sur la pochette de cet album se trouve le logo bien connu des Beatles au centre sur fond blanc et, au-dessus de celui-ci, le titre en bleu. Plusieurs éditions incluent une pochette intérieure illustrée d'un montage de portraits des membres du groupe. Pour toutes les éditions de l'album, on peut voir dans le logo de couverture une partie de ce montage comme si la pochette était découpée,. De petites variantes sur les pochettes peuvent être présentes sur certaines éditions internationales (bordure dorée, texte à l'endos, liste des chansons au recto, par exemple). Au verso de la version anglaise se trouve le titre des chansons et les dates du début de l'enregistrement, de sortie et du moment où elle atteint sa position maximale dans les charts. La version américaine liste les chansons avec seulement la date d'enregistrement. La compilation était aussi disponible en format cassette audio. Une version cartouche 8 pistes est produite aux États-Unis mais sa mise en vente est annulée par Capitol Records. Les cartouches sont détruites à part, croit-on, une dizaine. Seuls quatre exemplaires sont répertoriés et ils font partie des cartouches les plus rares et les plus prisées des collectionneurs.
La version anglaise de 20 Greatest Hits a atteint la 10e position du « UK Albums Chart » et est demeurée dans cette liste pour 30 semaines tandis que la version américaine, une très décevante 50e position au palmarès Billboard 200 pour y figurer 28 semaines. Ces deux collections sont maintenant caduques à la suite de la publication, en 2000, du disque 1 qui comprend 27 des 28 chansons qui ont atteint la première place des palmarès américain ou britannique incluant Something qui n'apparaissait sur ni l'une ni l'autre de ces compilations mais lassant de côté For You Blue le second numéro un américain écrit par Harrison. À l'inverse des publications de 20 Greatest Hits, 1 est un succès commercial hors du commun.
Cette compilation est publiée à travers le monde dans l'une ou l'autre de ses configurations. La version britannique est publiée dans quelques pays tel le Guatemala et la Yougoslavie. Tandis qu'on retrouve la version américaine dans la plupart des autres pays dont le Canada, le Mexique, la France, la Grèce, l'Allemagne, les Pays-Bas (sous le nom 20 Grootste Hits), le Portugal, l'Espagne, l'Afrique du Sud, Israël, l'Inde, le Brésil, la Corée du Sud, le Singapour et le Japon, etc. Évidemment, la liste de chansons ne reflétait pas toujours la réalité locale. Au Canada, par exemple, les chansons I Saw Her Standing There, This Boy, All My Loving, Nowhere Man, Yellow Submarine, Eleanor Rigby et Something, qui sont absentes du disque, sont parmi les vingt-et-une qui ont atteint la première place.

### Particularités de l'édition américaine
La version nord-américaine du disque comporte quelques variantes dans les chansons communes. I Want to Hold Your Hand est présentée en faux stéréo même si la véritable version stéréo existait déjà. Sur I Feel Fine on entend la version avec la réverbération rajoutée par Capitol. Help! apparaît avec l'introduction à la « James Bond » signée Ken Thorne tirée de la trame sonore américaine du film homonyme. On inclut aussi le mixage stéréo américain de la chanson We Can Work It Out entendu sur la compilation Yesterday and Today. Finalement, par manque d'espace sur le disque, on coupe plus de deux minutes à la finale de la chanson Hey Jude.

### The Number Ones
Une version australienne est publiée en 1983 avec la même illustration de couverture mais intitulée The Number Ones avec, cette fois, 23 chansons, elles aussi, toutes parues en singles. La liste des chansons est différente des deux autres et les trois chansons supplémentaires se retrouvent sur un EP inséré dans une pochette illustrée du montage des portraits. La version sur cassette audio contenait les 23 chansons; Love Me Do comme deuxième piste, I Feel Fine placée à la 7e position (après I Should Have Known Better) suivie de Rock and Roll Music à la 8e, toutes sur la face A,.

### 20 Golden Hits
En 1979 et 1980, un disque intitulé 20 Golden Hits, avec une liste de chansons quelque peu différente, avait déjà été publié dans de nombreux pays européens, (France, Allemagne, Italie, Danemark, Pays-Bas, Espagne, celle-ci avec le nom 20 Éxitos De Oro, etc.), d'Amérique du Sud (Uruguay, Argentine,, Venezuela, etc. avec le titre espagnol) et d'ailleurs (Afrique du Sud, Kenya, etc.). Le design des pochettes variait d'un pays à l'autre avec soit une pochette très sobre ou affichant des disques d'or de trois styles différents dans lesquels s'imbriquaient en faux-relief le portrait des membres du groupe.

## Listes des chansons
Tous les titres sont composés par John Lennon et Paul McCartney et sont présentés en stéréo sauf mention contraire.

### Version britannique
L'astérisque dénote une chanson qui n’apparaît pas sur la version américaine.
| 1.  | Love Me Do (stéréo simulé)    | 2:23 |
| 2.  | From Me to You * (mono)       | 1:56 |
| 3.  | She Loves You (stéréo simulé) | 2:22 |
| 4.  | I Want to Hold Your Hand      | 2:27 |
| 5.  | Can't Buy Me Love             | 2:14 |
| 6.  | A Hard Day's Night            | 2:34 |
| 7.  | I Feel Fine                   | 2:20 |
| 8.  | Ticket to Ride                | 3:10 |
| 9.  | Help!                         | 2:19 |
| 10. | Day Tripper *                 | 2:50 |
| 11. | We Can Work It Out            | 2:17 |

| 1. | Paperback Writer              | 2:19 |
| 2. | Yellow Submarine *            | 2:38 |
| 3. | Eleanor Rigby *               | 2:08 |
| 4. | All You Need Is Love          | 3:49 |
| 5. | Hello, Goodbye                | 3:30 |
| 6. | Lady Madonna *                | 2:16 |
| 7. | Hey Jude                      | 7:11 |
| 8. | Get Back (version du single)  | 3:13 |
| 9. | The Ballad of John and Yoko * | 2:59 |

### Version américaine
L'astérisque dénote une chanson qui n’apparaît pas sur la version britannique.
| 1.  | She Loves You (mono)     | 2:22 |
| 2.  | Love Me Do               | 2:23 |
| 3.  | I Want to Hold Your Hand | 2:27 |
| 4.  | Can't Buy Me Love        | 2:14 |
| 5.  | A Hard Day's Night       | 2:34 |
| 6.  | I Feel Fine              | 2:20 |
| 7.  | Eight Days a Week *      | 2:45 |
| 8.  | Ticket to Ride           | 3:10 |
| 9.  | Help!                    | 2:19 |
| 10. | Yesterday *              | 2:04 |
| 11. | We Can Work It Out       | 2:17 |
| 12. | Paperback Writer         | 2:19 |

| 1. | Penny Lane * ,                  | 3:02 |
| 2. | All You Need Is Love            | 3:49 |
| 3. | Hello, Goodbye                  | 3:30 |
| 4. | Hey Jude,                       | 5:05 |
| 5. | Get Back (version du single)    | 3:13 |
| 6. | Come Together *                 | 4:19 |
| 7. | Let It Be * (version du single) | 3:52 |
| 8. | The Long and Winding Road *     | 3:38 |

### Version australienne -The Number Ones
L'astérisque dénote une chanson qui n’apparaît pas sur l'une ou l'autre des deux compilations précédentes.
| 1.  | I Want to Hold Your Hand ,   | 2:27 |
| 2.  | I Saw Her Standing There *   | 2:52 |
| 3.  | Can't Buy Me Love            | 2:11 |
| 4.  | A Hard Day's Night           | 2:29 |
| 5.  | I Should Have Known Better * | 2:42 |
| 6.  | Ticket to Ride               | 3:10 |
| 7.  | Help!                        | 2:19 |
| 8.  | We Can Work It Out           | 2:15 |
| 9.  | Nowhere Man *                | 2:43 |
| 10. | Yellow Submarine             | 2:38 |
| 11. | Penny Lane                   | 3:02 |

| 1. | All You Need Is Love          | 3:49 |
| 2. | Hello Goodbye                 | 3:27 |
| 3. | Lady Madonna                  | 2:15 |
| 4. | Hey Jude                      | 7:11 |
| 5. | Ob-La-Di, Ob-La-Da *          | 3:07 |
| 6. | Get Back (version du single)  | 3:13 |
| 7. | The Ballad of John and Yoko   | 2:59 |
| 8. | Something * (George Harrison) | 3:02 |
| 9. | Let It Be (version du single) | 3:52 |

| 1. | Love Me Do (face A)                          | 2:23 |
| 2. | I Feel Fine (face B)                         | 3:11 |
| 3. | Rock and Roll Music * (Chuck Berry) (face B) | 2:30 |

### 20 Golden Hits
L'astérisque dénote une chanson qui n’apparaît pas sur aucune des trois versions précédentes.
| 1.  | She Loves You (mono)        | 2:22 |
| 2.  | I Want to Hold Your Hand    | 2:23 |
| 3.  | Can't Buy Me Love           | 2:09 |
| 4.  | A Hard Day's Night          | 2:31 |
| 5.  | Ticket to Ride              | 3:06 |
| 6.  | Help!                       | 2:17 |
| 7.  | Something (George Harrison) | 3:01 |
| 8.  | We Can Work It Out          | 2:13 |
| 9.  | Michelle *                  | 2:13 |
| 10. | Hey Jude                    | 7:09 |

| 1.  | All You Need Is Love                                                           | 3:47 |
| 2.  | Penny Lane                                                                     | 2:58 |
| 3.  | Sgt. Pepper's Lonely Hearts Club Band * / With a Little Help from My Friends * | 4:42 |
| 4.  | Lady Madonna                                                                   | 2:16 |
| 5.  | Paperback Writer                                                               | 2:16 |
| 6.  | Ob-La-Di, Ob-La-Da                                                             | 3:09 |
| 7.  | Yesterday                                                                      | 2:04 |
| 8.  | Get Back                                                                       | 3:11 |
| 9.  | Here Comes the Sun * (George Harrison)                                         | 3:06 |
| 10. | Let It Be                                                                      | 3:48 |